# 相続欠格
相続欠格（そうぞくけっかく）とは、相続において特定の相続人につき民法891条に規定される不正な事由（相続欠格事由）が認められる場合に、その者の相続権を失わせる制度である。

## 概要
以下の場合に該当した場合は相続欠格事由に該当する。ただし、代襲相続は可能である。
- 故意に被相続人、先順位・同順位の相続人を死亡するに至らせ、または至らせようとしたために刑に処せられた者（民法891条1号）

※「故意」とは、殺人の故意を指す。殺人の故意が認められない致死等の場合は該当しないので、相続人となることができる。「刑に処せられた者」が要件であるため、執行猶予付きの有罪判決において執行猶予が満了した場合や実刑判決が確定する前に死亡した場合は欠格事由にあたらない。
- 被相続人の殺害されたことを知って、これを告発せず、または告訴しなかった者（民法891条2号本文）

※是非の弁別のない者の場合又は殺害者が自己の配偶者若しくは直系血族であった場合を除く
- 詐欺・強迫により、被相続人が相続に関する遺言を作成・撤回・取消し・変更することを妨げた者（民法891条3号）
- 詐欺・強迫により、被相続人に相続に関する遺言を作成・撤回・取消し・変更させた者（民法891条4号）
- 相続に関する被相続人の遺言書について偽造・変造・破棄・隠匿した者（民法891条5号）

相続欠格は相続廃除のように被相続人の意思による特段の手続を必要とせず、特定の相続人に相続欠格事由が認められれば当然に相続権を失う。相続が発生した際に、他の相続人が該当者に対して相続欠格事由を主張し、その主張が家庭裁判所で認められれば該当者は相続できない。
子から孫への贈与税を免れる手段として故意に相続欠格事由を作った場合においては贈与税が課税される。